# Присягин, Иван Вонифатьевич
Ива́н Вонифа́тьевич Прися́гин (1885, Толстые Ольхи, Рязанская губерния, Российская империя — 1918, Барнаул) — русский революционер, большевик. Участник Гражданской войны,один из руководителей алтайского отделения РСДРП(б) в 1917—1918 годах.

## Биография
Родился 11 ноября 1885 году в селе Толстые Ольхи Рязанской губернии (сейчас с. Ольхи Ухоловского района Рязанской области) в семье  крестьян Вонифатия Афанасьевича и Устиньи Федоровны Присягиных. Окончил начальное училище, с 1902 года — рабочий кожевенного завода в Москве. Занимался самообразованием, учился в рабочей воскресной школе.
Член РСДРП с 1904 года. Редактор нелегальной газеты профсоюза кожевников Москвы «Посадчик». Арестовывался в 1907 и 1910 годах, после второго ареста эмигрировал во Францию.
В 1911 году по направлению организации РСДРП Бутырского района Москвы - слушатель Партийной школы в Лонжюмо (близ Парижа). Вернулся в Москву, где находился на нелегальном положении. В одном из полицейских донесений оценивался как один из самых активных представителей московской организации РСДРП. Снова арестован и выслан на 4 года в Нарымский край. Летом 1912 года сбежал в Барнаул, жил  по поддельным документам под именем Ивана Алексеевича Тяпкина, был кооптирован в подпольный комитет РСДРП(б). Снова был арестован и выслан на 5 лет в Канский уезд Енисейской губернии.
После Февральской революции амнистирован и вернулся в Барнаул. Был избран руководителем центрального бюро профсоюзов города, делегатом на VII конференцию РСДРП(б). По возвращении с конференции инициировал размежевание городской социал-демократической парторганизации на большевиков и меньшевиков.
С июля 1917 года — председатель Барнаульского комитета большевиков, с августа 1917 года — гласный городской думы. По предложению Присягина городская дума впервые в истории города приняла решение об установлении «нормы вознаграждения» (минимума зарплаты) рабочих и служащих. Был председателей организованной профсоюзами города биржи труда. В октябре 1917 года избран членом губкома РСДРП(б). Часто выступал на собраниях и митингах, печатался в газете «Голос труда».
3 декабря был председателем собрания городской организации большевиков, на котором было принято решение о взятии власти в городе Советами.
В январе 1918 года избран делегатом III Всероссийского съезда советов и делегатом I Всероссийского съезда профсоюзов. в феврале Второй Алтайской губернской конференции большевиков он был избран председателем губкома РСДРП(б). 21 — 25 мая участвовал в работе I Западно-Сибирской конференции РКП(б). Участник обороны Барнаула. Под напором превосходящих сил противника, защитники Советской власти отступили от Барнаула в Алейск. В Алейске по предложению И. В. Присягина во главе объединенного отряда красногвардейцев были поставлены П. Ф. Сухов и бывший военный комендант Барнаула Д. Г. Сулим. Советские руководители губернии И. В. Присягин, М. К. Цаплин, М. К. Казаков, пытались отдельной группой пробраться в советскую Россию, но были опознаны, в июне 1918 г. арестованы, доставлены в Барнаул и убиты при невыясненных обстоятельствах 28 сентября 1918 г..

## Память

Мемориальная доска в Барнауле

- Именем Присягина названа улица в Барнауле и один из железнодорожных пригородных разъездов.
- В центре с. Ольхи установлен памятник Присягину.
- В центре Барнаула есть памятник Присягину.

Захоронение Присягина до настоящего момента не обнаружено.

Депутатский мандат И.В. Присягина, подписанный Михаилом Казаковым